# Florian Le Pallec
Florian Le Pallec (31 de mayo de 1999) es un deportista de Francia que compite en atletismo. Ganó una medalla de plata en el Campeonato Europeo de Atletismo Sub-23 de 2021, en la prueba de 10 000 m.